# Toshiaki Haji
Toshiaki Haji (羽地 登志晃 Haji Toshiaki?), född 28 augusti 1978 i Osaka prefektur, är en japansk före detta fotbollsspelare.
Haji började sin karriär 2000 i Cerezo Osaka. Efter Cerezo Osaka spelade han för Sagawa Express Osaka, Montedio Yamagata, JEF United Ichihara, Kashiwa Reysol, Tokushima Vortis och Ventforet Kofu. Han avslutade karriären 2010.